# Elise Barth
Pour les articles homonymes, voir Barth (homonymie).
Elise Barth, née vers 1800 et morte vers 1840, est une pianiste et compositrice tchèque.

## Biographie
Elise Barth, inhabituellement douée pour le piano, est acceptée au Conservatoire de Prague à l'âge de sept ans par le directeur de l'époque, Dyonys Weber,. Elle fait un séjour en Bohème, puis revient à Prague pour étudier l'harmonie et le contrepoint, et commence à composer.
Entre 1832 et 1840, elle devient professeure au Conservatoire de Prague.

## Œuvre
Elle a notamment publié des œuvres pour le piano.